# Stříbrné Hutě
Stříbrné Hutě (něm. Silberberg) je zaniklá osada Pohoří na Šumavě, nacházející se v lesích Novohradských hor, v těsné blízkosti hranic s Rakouskem a soutoku Lužnice a Popelnice, asi 1,5 km od Skleněných Hutí.
Na turistické stezce Stříbrné Hutě – Joachimsthal je turistický přechod do Rakouska.

## Historie
Počátky a doba největšího rozkvětu osady jsou neodmyslitelně spojeny se jménem sklářské rodiny Meyrů. V roce 1782 nechal Josef Meyr za svolení a finanční podpory novohradské vrchnosti postavit u Stříbrného vrchu sklárnu, kterou následně získal do nájmu. V okolí pak začala vznikat sklářská osada. V roce 1794 přibyla nedaleko sklárna a osada Bonaventura a obě sklárny zaměřily svoji činnost na výrobu křišťálu. Ten patřil nejen k nejlepším v Čechách, ale mohl konkurovat i olovnatému křišťálu z Anglie. Sklárny se dále zabývaly výrobou rubínového skla, které vyvážely do přístavů Baltu a Severního moře. V roce 1794 vypukl ve sklárně požár, který zničil stáj, stodolu i hostinec, ovšem vlastní sklárna příliš mnoho škod neměla. Jelikož zde pracovali ti nejlepší skláři, stalo se brzy vyhlášené i místní broušené sklo.
Začátek konce pro sklárnu znamenal rok 1812, kdy ji převzal hrabě Jiří Buquoy a Josef Meyr zde měl zůstat pouze jako správce. Ten to ale odmítl, osadu opustil a usadil se ve Vimperku. Spolu s ním odešla řada odborníků. Sklárna nadále vyráběla luxusní sklo, které nacházelo odbyt ve Vídni, Terstu, Francii, Německu a Rusku. V roce 1855 získalo na světové výstavě v Paříži ocenění. Celkem tu pracovalo 50 brusičů, kteří pracovali ve Ferdinandově či Karlově brusírně. Postupem času však sklárnu zasáhl úpadek, který byl nejprve řešen snižováním počtu pecí. Když ani to nepomohl, byl provoz sklárny dne 17. srpna 1881 definitivně ukončen. To mělo za následek výrazný pokles významu osady a odchod sklářů, kteří zde nenacházeli uplatnění. Skláře postupně nahradili především dřevorubci, rozmach zaznamenala domácí výroba knoflíků.
V té době zde stálo 19 domů, ve kterých žilo 81 Němců a 50 Čechů. Ve 20. letech 20. století se zde uvádějí dva hostince, kovárna, výčep piva, obchod se smíšeným zbořím, dvě trafiky, a kasárna finanční stráže při kapličce. V roce 1921 je uváděno 16 domů a v nich 123 obyvatel. Až do roku 1831 se učilo po domech, v onom roce byla vystavěna jednotřídní škola, kterou navštěvovaly i děti ze Skleněných Hutí a Johanesthalu.
Ze známých osobností, kteří zde pobývali či Stříbrné Hutě navštívili, jistě stojí za zmínku návštěva císaře Františka I. v roce 1810. Mládí u svého strýce, místní skláře, trávil básník Robert Hammerling, přítel Jaroslava Vrchlického.
Po druhé světové válce došlo k odsunu německého obyvatelstva. Osada nebyla dosídlena a v 50. letech v rámci vytvoření hraničního pásma srovnána se zemí.

## Okolní osady
- Janovy Hutě
- Skleněné Hutě
- Terčí Huť